# Internet Explorer 6
Internet Explorer 6 (potocznie nazywany IE6) – szóste główne wydanie przeglądarki Internet Explorer dla systemów operacyjnych Microsoft Windows, udostępnione 27 sierpnia 2001, krótko przed wydaniem Windows XP.
Domyślna przeglądarka w systemach Windows XP i Windows Server 2003; działała również z systemami Windows NT 4.0, Windows 98, Windows 2000 i Windows Me. Wersja IE6 Service Pack 1 była ostatnią wersją programu Internet Explorer dla Windows NT 4.0, Windows 98, Windows 98 SE, Windows Me i Windows 2000. Mimo że szósta wersja przeglądarki została zastąpiona przez nowsze wersje programu Internet Explorer, była wspierana do zakończenia wsparcia Windows XP SP3.
Przeglądarka była powszechnie krytykowana za brak obsługi nowoczesnych standardów WWW i luki w zabezpieczeniach. W rankingu PC World w 2011 r. znajdowała się na ósmym miejscu najgorszych produktów technicznych wszech czasów.

## Historia wydań
| Główna wersja | Szczegółowa wersja | Data wydania     | Uwagi | Dostarczany z                            |
| ------------- | ------------------ | ---------------- | --- | ---------------------------------------- |
| Wersja 6      | 6.0 Beta 1         | marzec 2001      | Niestabilna wersja beta                                                                                     |                                          |
| Wersja 6      | 6.0                | 27 sierpnia 2001 | Wydanie finalne.                                                                                            | Windows XP                               |
| Wersja 6      | 6.0 SP1            | 9 września 2002  | Poprawki bezpieczeństwa. Ostatnia wersja obsługiwana w systemach Windows NT 4.0, 98, 2000 i Me.             | Windows XP SP1 i Windows Server 2003     |
| Wersja 6      | 6.0 SP2            | 25 sierpnia 2004 | Poprawki bezpieczeństwa, blokowanie kontrolek ActiveX, manager dodatków. Wsparcie zakończone 13 lipca 2010. | Windows XP SP2 i Windows Server 2003 SP1 |
| Wersja 6      | 6.0 SP3            | 21 kwietnia 2008 | Ostatnie poprawki zawarte w Service Pack 3. Wsparcie zakończone 8 kwietnia 2014.                            | Windows XP SP3                           |

## Obsługiwane platformy
Internet Explorer 6 jest obsługiwany przez Windows NT 4.0, Windows 98, Windows 2000, Windows Me, Windows XP i Windows Server 2003. Service Pack 1 był dostępny dla wszystkich tych systemów, ale Security Version 1 była dostępna tylko jako część Service Pack 2 dla Windows XP i Service Pack 1 dla Windows Server 2003 oraz późniejszych dodatków Service Pack dla tych systemów. Windows Vista nie obsługuje Internet Explorera 6, a w Windows XP odinstalowanie Internet Explorera 7 i powrót do IE 6 jest możliwy.

## Kampanie przeciwko programowi
Od wielu lat IE6 uważane jest za przestarzałą przeglądarkę. Istnieje wiele kampanii mających na celu wyrzucenie go z rynku przeglądarek:
- W lipcu 2008 roku 37signals zapowiedziało stopniowe wycofywanie wsparcia dla IE6[2]
- W lutym 2009 roku norweski serwis finn.no rozpoczął kampanię zachęcając do aktualizacji przeglądarki[3]
- W marcu 2009 roku podobną kampanię rozpoczęły duńskie media[4]
- W styczniu 2010 roku rządy Niemiec i Francji zaleciły obywatelom porzucenie przeglądarki IE6[5]
- Również firma Google zapowiedziała zakończenie wsparcia dla IE6[6]
- W lutym 2010 roku obywatele Wielkiej Brytanii zaczęli wysyłać do rządu petycje o zakończeniu wsparcia dla IE6[7], zostały one jednak odrzucone w lipcu 2010 roku[8]
- W maju 2010 roku australijski oddział firmy Microsoft rozpoczął kampanię, w której porównywał używanie IE6 do picia dziewięcioletniego mleka[9]
- W marcu 2011 roku Microsoft uruchomił stronę ie6countdown.com, na której zachęca do aktualizacji przeglądarki[10]

Najważniejszym argumentem za tym przemawiającym jest jego niekompatybilność z najnowszymi standardami internetowymi, takimi jak XHTML (całkowity brak obsługi), CSS (niezgodna ze specyfikacją), HTML (praktycznie zupełnie oddzielna wersja, niekompatybilna z przeglądarkami zgodnymi ze standardami). Drugim ważnym argumentem jest nieodpowiednia polityka bezpieczeństwa, taka jak podział na strony zaufane i niezaufane zamiast poprawnej obsługi kodu HTML (XHTML nie jest obsługiwany) uniemożliwiającej wykonanie niebezpiecznych dla użytkownika komputera operacji złośliwej witrynie internetowej.